# Plocaederus glaberrimus
Plocaederus glaberrimus là một loài bọ cánh cứng trong họ Cerambycidae.